# 1575 Winifred
1575 Winifred је астероид главног астероидног појаса са пречником од приближно 9,3 .
Афел астероида је на удаљености од 2,797 астрономских јединица (АЈ) од Сунца, а перихел на 1,955 АЈ.
Ексцентрицитет орбите износи 0,177, инклинација (нагиб) орбите у односу на раван еклиптике 24,787 степени, а орбитални период износи 1338,057 дана (3,663 године).
Апсолутна магнитуда астероида је 12,3 а геометријски албедо 0,245.
Астероид је откривен 20. априла 1950. године.